# Xã Baltimore, Quận Henry, Iowa
Xã Baltimore (tiếng Anh: Baltimore Township) là một xã thuộc quận Henry, tiểu bang Iowa, Hoa Kỳ. Năm 2010, dân số của xã này là 850 người.